# 감로 (전진)
감로(甘露)는 중국 전진(前秦) 선소제(宣昭帝)의 두 번째 연호이다. 359년 6월에서 364년까지 5년 7개월 동안 사용하였다.
같은 시기에 사용된 다른 연호로는 동진(東晉)에서 사용한 승평(昇平 : 357년 ~ 361년), 융화(隆和 : 362년 ~ 363년), 흥녕(興寧 : 363년 ~ 365년), 전량(前凉)에서 사용한 건흥(建興 : 314년 ~ 361년), 승평(昇平 : 361년 ~ 376년), 전연(前燕)에서 사용한 광수(光壽 : 357년 ~ 360년), 건희(建熙 : 360년 ~ 370년), 대(代)에서 사용한 건국(建國 : 338년 ~ 376년)이 있다.

## 연대대조표
| 감로                | 원년            | 2년                 | 3년                 | 4년             | 5년                 | 6년        |
| 서력                | 359년           | 360년               | 361년               | 362년           | 363년               | 364년      |
| 육십간지 (六十干支) | 기미(己未)      | 경신(庚申)          | 신유(辛酉)          | 임술(壬戌)      | 계해(癸亥)          | 갑자(甲子) |
| 동진 (東晉)         | 승평(昇平) 3년  | 4년                 | 5년                 | 융화(隆和) 원년 | 2년 흥녕(興寧) 원년 | 2년        |
| 전량 (前凉)         | 건흥(建興) 47년 | 48년                | 49년 승평(昇平) 5년 | 6년             | 7년                 | 8년        |
| 전연 (前燕)         | 광수(光壽) 3년  | 4년 건희(建熙) 원년 | 2년                 | 3년             | 4년                 | 5년        |
| 대 (代)             | 건국(建國) 22년 | 23년                | 24년                | 25년            | 26년                | 27년       |

## 같이 보기
- 다른 왕조의 같은 연호
  - 전한(前漢) 감로(기원전 53년 ~ 기원전 50년)
  - 조위(曺魏) 감로(256년 ~ 260년)
  - 손오(孫吳) 감로(265년 ~ 266년)

- 중국의 연호

| 이전 연호 영흥(永興) | 중국의 연호 전진(前秦) | 다음 연호 건원(建元) |